# Agraecia festae
Agraecia festae är en insektsart som beskrevs av Griffini 1896. Agraecia festae ingår i släktet Agraecia och familjen vårtbitare. Inga underarter finns listade i Catalogue of Life.